# پتری (مجارستان)
پتری (به مجاری:  Péteri) یک شهرداری در مجارستان است که در ناحیه مونور واقع شده‌است. پتری ۱۱٫۸۹ کیلومتر مربع مساحت و ۲٬۱۵۴ نفر جمعیت دارد.